# Oliva (Córdoba)
Oliva is een plaats in het Argentijnse bestuurlijke gebied Tercero Arriba in de provincie Córdoba. De plaats telt 9.629 inwoners.

## Geboren in Oliva
- Estanislao Karlic (1926-2025), kardinaal